# アントニオ・ボテーリョ
アントニオ・ジョゼ・ダ・シルヴァ・ボテーリョ（António José da Silva Botelho 、1947年5月8日 - ）は、ポルトガル・リスボン出身の元サッカー選手。 現役時代のポジションは、ゴールキーパー。